# Helen Berggruen
Helen Berggruen (* 1945 in San Francisco) ist eine US-amerikanische Malerin.

## Leben
Helen Berggruen ist die Tochter von Heinz Berggruen und dessen erster Frau Lillian Zellerbach. Nach einer Ausbildung im Sarah Lawrence College in New York und Byrd School in New York und Paris arbeitete sie zunächst als Schauspielerin mit Robert Wilson. Ermutigt durch ihren Vater, den Pariser Galeristen, Kunstsammler und Mäzen Heinz Berggruen, machte sie ihr Hobby, die Malerei, zum Hauptberuf. Inspiriert durch französische Impressionismus, ebenso wie durch holländische Genremalerei, indische und persische Miniaturen schafft sie in leuchtenden Farben Momentaufnahmen ihre unmittelbare Umgebung. Helen Berggruens Arbeiten werden regelmäßig in Galerien in New York, Kalifornien und Berlin (Galerie Mutter Fourage) gezeigt. Die Künstlerin lebt in der Nähe von San Francisco, sie arbeitet in zwei Ateliers in Kalifornien und im Südwesten Frankreichs.